# Stückelberg (Taunus)

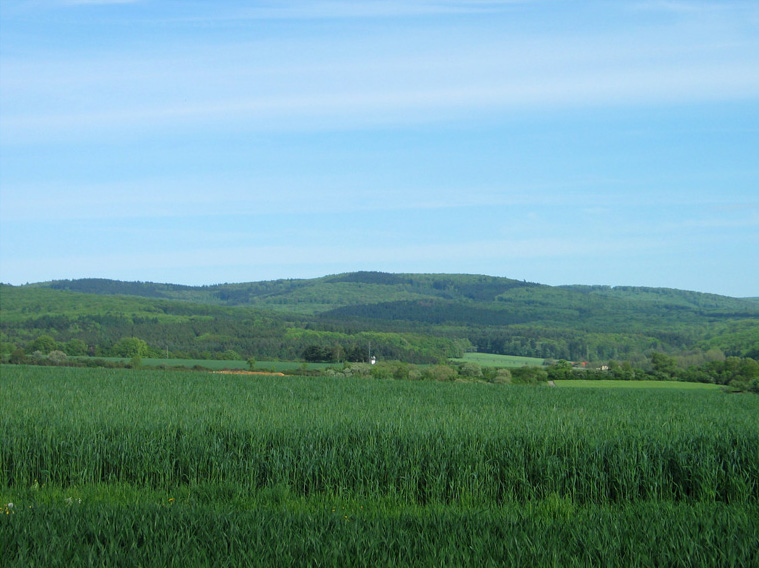
Das Kuhbett (in der Mitte), rechts dahinter der Stückelberg

Der Stückelberg bei Dombach im hessischen Landkreis Limburg-Weilburg ist eine 509,7 m ü. NHN hohe Erhebung im Mittelgebirge Taunus.

## Geographie

### Lage
Der Stückelberg liegt im Östlichen Hintertaunus. Im Naturpark Taunus erhebt sich sein Gipfel 1,6 km nordöstlich des Bad Camberger Ortsteils Dombach, 2,7 km ostnordöstlich von Schwickershausen, 2,5 km südsüdwestlich von Hasselbach und 1,3 km (je Luftlinie) westsüdwestlich vom Eichelbacher Hof. Etwa 1,5 km nordnordwestlich befindet sich das 525,6 m hohe Kuhbett. Südwestlich vorbei fließt der Emsbach-Zufluss Dombach. Nahe dem Eichelbacher Hof entspringt der nordostwärts fließende Weil-Zufluss Eichelbach.
Der bewaldete Stückelberg ist Teil der Feldberg-Langhals-Pferdskopf-Scholle des Östlichen Hintertaunus, die das Emsbachtal vom Weiltal trennt. Nach dem Kuhbett ist er der zweithöchste Berg im Nordwesten dieser Hochscholle.

### Naturräumliche Zuordnung
Der Stückelberg zählt in der naturräumlichen Haupteinheitengruppe Taunus (Nr. 30), in der Haupteinheit Östlicher Hintertaunus (302) zum Naturraum Pferdskopf-Taunus (302.6).

## Verkehr, Wandern und Freizeit
Nördlich vorbei am Stückelberg verläuft die Landesstraße 3030, die von Hasselbach nach Schwickershausen führt. Von deren Parkplatz Kuhbett mit Anschluss an die Rennstraße gibt es markierte Wanderwege, die das Plateau des Bergs umrunden. Auf dem unteren Teil der Nordnordostflanke des Berges liegt beim Dorf Hasselbach der Papageienpark Vogelburg.